# Facundo Vigo
Facundo Vigo González (Pando, 22 maggio 1999) è un calciatore uruguaiano, attaccante della Juventud.

## Carriera

### Club
Cresciuto nel settore giovanile del River Plate (M), ha esordito il 5 dicembre 2015 in occasione del match di campionato vinto 4-0 contro il Villa Teresa.